# هیروتو ایشیکاوا
هیروتو ایشیکاوا (انگلیسی: Hiroto Ishikawa؛ زادهٔ ۱۶ ژوئیهٔ ۱۹۹۸) بازیکن فوتبال اهل ژاپن است.
از باشگاه‌هایی که در آن بازی کرده‌است می‌توان به باشگاه فوتبال ساگان توسو اشاره کرد.